# Jonathan Israel
Jonathan Israel (Londra, 26 gennaio 1946) è uno storico britannico.
È specializzato nella storia dei Paesi Bassi, dell'Illuminismo e degli Ebrei d'Europa.

## Carriera accademica
Fino al 2001 la carriera accademica di Israel si è svolta nel Regno Unito. Dopo aver conseguito una laurea triennale al Queens' College, ha continuato i suoi studi presso l'Università di Oxford ed il Colegio de México, Città del Messico, ricevendo il Dottorato ad Oxford nel 1972. Nel 1970 è stato nominato Sir James Knott Research Fellow presso la Newcastle University e, nel 1972, si è trasferito presso la University of Hull, dove è stato prima Assistant Lecturer e poi docente (Lecturer) di Storia Moderna. 
Nel 1974 è divenuto docente di Storia Moderna presso lo University College di Londra, dove ha proseguito la sua carriera fino a diventare Reader di Storia Moderna nel 1981, e successivamente Professore di Storia e Istituzioni Nederlandesi nel 1984 presso l'Università di Londra.
Nel gennaio del 2001, Israel è diventato Professore di Storia Moderna Europea presso la School of Historical Studies dell'Institute for Advanced Study di Princeton.

## Pensiero
Israel sostiene in modo circostanziato che il filosofo Baruch Spinoza "e lo spinozismo sono effettivamente stati il fondamento intellettuale dell'Illuminismo radicale europeo dovunque e non soltanto nei Paesi Bassi, in Germania, in Francia, in Italia e in Scandinavia, ma anche in Gran Bretagna e in Irlanda". 
La sua tesi ascrive all'Illuminismo radicale, che propendeva per lo scetticismo religioso ed il governo repubblicano, l'origine dello stato democratico liberale moderno.

## Premi e riconoscimenti
Israel è stato nominato Fellow della British Academy nel 1992 e Corresponding Fellow dell'Accademia reale olandese delle arti e delle scienze nel 1994. Nel 1986 vince il Wolfson History Prize con il libro European Jewry in the Age of Mercantilism, 1550–1750. Nel 2001 ha vinto il Premio Leo Gershoy dell'American Historical Association ed è stato in seguito insignito del titolo di Cavaliere dell'Ordine del Leone dei Paesi Bassi nel 2004. Nel 2008 ha vinto il Dr A.H. Heineken Prize per la storia, la medicina, le scienze ambientali e cognitive.
Nel 2010 ha ricevuto la Medaglia Benjamin Franklin della Royal Society for the Encouragement of Arts, Manufactures and Commerce (RSA), per il suo eccezionale contributo agli studi sull'Illuminismo.

## Opere
- Race, Class and Politics in Colonial Mexico, 1610-70, 1975. (ISBN 0-19-821860-5) nella serie Oxford Historical Monographs
- The Dutch Republic and the Hispanic World, 1606-61, 1982. (ISBN 0-19-826534-4, ISBN 0-19-821998-9)
- Gli Ebrei d'Europa nell'età moderna, 1550-1750 (European Jewry in the Age of Mercantilism, 1550-1750), traduzione di G. Arganese, Bologna, Il Mulino, 1991, ISBN 978-88-1503-149-5.
- Dutch Primacy in World Trade, 1585-1740, 1989. (ISBN 0-19-821139-2)
- Empires and Entrepots: The Dutch, the Spanish Monarchy and the Jews, 1585-1713, 1990. (ISBN 1-85285-022-1)
- The Anglo-Dutch Moment: Essays on the Glorious Revolution and Its World Impact, 1991. (editor) (ISBN 0-521-39075-3, ISBN 0-521-54406-8)
- From Persecution to Toleration: Glorious Revolution and Religion in England, 1991. (joint editor) (ISBN 0-19-820196-6)
- The Dutch Republic: Its Rise, Greatness and Fall, 1477-1806, 1995. (ISBN 0-19-873072-1, ISBN 0-19-820734-4) volume di 1200 pagine nella serie Oxford History of Early Modern Europe, che documenta il Secolo d'oro olandese della Repubblica delle Sette Provincie Unite ed il suo contesto storico.
- Conflicts of Empires: Spain, the Low Countries and the Struggle for World Supremacy, 1585-1713, 1997. (ISBN 1-85285-161-9)
- Radical Enlightenment: Philosophy and the Making of Modernity, 1650-1750, 2001. (ISBN 0-19-820608-9, ISBN 0-19-925456-7) che sottolinea il ruolo dell'Olanda del XVII secolo ed in particolare di Spinoza, nell'Illuminismo
- Diasporas Within a Diaspora: Jews, Crypto-Jews and the World of Maritime Empires (1540-1740), 2002. (ISBN 90-04-12765-8) in Brill's Series in Jewish Studies
- Dutch Jewry: Its History and Secular Culture (1500-2000), 2002. (joint editor) (ISBN 90-04-12436-5) in Brill's Series in Jewish Studies
- Enlightenment Contested: Philosophy, Modernity, and the Emancipation of Man 1670-1752, 2006. (ISBN 0-19-927922-5)[6]
- Una rivoluzione della mente. L'Illuminismo radicale e le origini intellettuali della democrazia moderna (A Revolution of the Mind: Radical Enlightenment and the Intellectual Origins of Modern Democracy, 2009), traduzione di F. Tassini e P. Schenone, 2011, ISBN 978-88-062-0650-5.
- Democratic Enlightenment: Philosophy, Revolution, and Human Rights 1750-1790, 2011, ISBN 978-0-199-54820-0.[7]
- La Rivoluzione francese. Una storia intellettuale dai Diritti dell'uomo a Robespierre (Revolutionary Ideas: An Intellectual History of the French Revolution from The Rights of Man to Robespierre, 2014), Torino, Einaudi, 2015, ISBN 978-88-062-2480-6.
- Il grande incendio (The Expanding Blaze: How the American Revolution Ignited the World, 1775-1848), Torino, Einaudi, 2018, ISBN 978-88-062-3676-2.

Radical Enlightenment (2001), Enlightenment Contested (2006) e Democratic Enlightenment (non ancora uscito in Italia) costituiscono una monumentale trilogia sull'Illuminismo radicale e l'origine intellettuale della democrazia moderna. A Revolution of the Mind (2009) è una sinossi su tale argomento.